# Венгры в Австрии
Венгры в Австрии, бургенландские венгры (нем. Burgenlandungarn; венг. Osztrák magyarok, Felsőőrvidéki magyarok, Lajtabánsági magyarok, Várvidéki magyarok, Burgenlandi magyarok) — этническое меньшинство на территории современной Австрии.

## Численность
Венгерская община Австрии согласно переписи 2001 года включала в себя 25884 человек. Из них 10686 проживали в Вене и 4704 в Бургенланде. Общее количество венгров в Австрии составляет около 40000, в том числе 6600 проживают в Бургенланде. Большая часть венгров из Бургенланда живут в Оберварте и Оберпуллендорфе. Венгерская группа Консультативного совета является старейшим из официальных консультативных советов меньшинств в Австрии.

## История
Бургенландские венгры являются потомками пограничников, направленных в XI веке для защиты Королевства Венгрии. Их фамилии имеет окончание «шутзен» или «варт» (например Обершутцен, Унтерварт), что указывает именно на этот исторический период. В последующие века многие из этих ранних жителей ассимилировались и растворились в немецкоязычном населении Западной Венгрии. Венгры сохранили свой привилегированный статус до 1848 года. Бургенланд по Трианонскому договору в 1920 году перешёл к Австрии, однако в ряде муниципалитетов у венгров было самоуправление. Экономический спад в Бургенланде после Второй мировой войны привёл к эмиграции. Негативное влияние «железного занавеса» сказалось на использовании венгерского языка, что вело к ассимиляции.
В 1992 году австрийских венгров признали национальным меньшинством.

### Венские венгры
Венгры создали общину в Вене в 1541 году после Мохачской битвы. В конце XVII века город стал важнейшим культурным центром Венгрии. За счёт венгерских студентов, окончивших Венский университет, наблюдалось увеличение притока венгерских мастеров в Вене. Первые культурные объединения были созданы в Вене в 1860 году, и сообщества включали в себя более 100 000 членов. После Первой мировой войны венгерское население Вены резко уменьшилось, но в последующем оно пополнялось за счёт беженцев из Венгрии в 1945, 1948 и 1956 гг.

### Бургенландские венгры
Венгры Бургенланда были разделены на 4 общины до 1921 года:
- Зеевинкельский район (Нойзидльский район)
- Район муниципалитетов, включая Айзенштадт
- Оберпуллендорф и Миттельпуллендорф
- Оберварт и Унтерварт.

Первые две группы были в основном ассимилированы после 1955 года в результате индустриализации. Когда немецкий язык был введён в качестве официального, сфера употребления венгерского языка сузилась в основном к общению в семьях. В послевоенное время венгерский язык преподавался как иностранный в течение 2-3 часов в неделю, даже в общинах с венгерским большинством.

## Религия
- Две трети венгров из Бургенланда исповедовали католичество.
- Также присутствуют лютеране и кальвинисты[1].